# Axel Pape
Axel Pape né le 26 septembre 1956 à Düsseldorf est un acteur, producteur et scénariste allemand. Il est le frère de l'acteur allemand Lars Pape.
Il parle couramment allemand, anglais, français et espagnol et vit entre Berlin et Düsseldorf.
Il a produit le film-documentaire sur le football "Warum halb vier?" réalisé par son frère Lars Pape.
Il est actuellement le parrain de l'association  caritative allemande pour l'enfance "Deutsche Kinderhilfswerk" 

## Filmographie

### Série télévisée
- 1994-1997 : Die Wache : commissaire criminel adjoint (KOK) Theo Severing
- 1997-2000 : Medicopter : Frank Ebelsieder
- 1997 : Für alle Fälle Stefanie : Ronald Hertz (1 épisode)
- 1999 , 2012: Alerte Cobra (2 épisodes - Le ver dans le fruit- Le meilleur ami)
- 1999 : Balko :  Ralf Hofmann (1 épisode)
- 2005- : En quête de preuves : le procureur général Tobias Kampenn, avec son collègue Wolfgang Krewe (Medicopter Ralf Staller)
- 2009 : SOKO Köln : Dr. Wagenbach (1 épisode - Mann aus Stein)
- 2010 : Die Rosenheim-Cops : Wolfram Kress (1 épisode - Voodoo in Rosenheim)
- 2010 : Lutter : Albrecht Franke (1 épisode - Rote Erde)
- 2011 : In aller Freundschaft : Jan Höfer (1 épisode - Aus dem Gleichgewicht)